# Szúnyog-sziget (Pákozd)
A Szúnyog-sziget (korábban Pákozdi-félsziget) egy hajóállomással rendelkező sziget a Velencei-tóban. A tó keleti részén, Pákozd közigazgatási területén fekszik, a 8116-os útból kiágazó 81 307-es út végpontjánál.
A Velencei-hegység déli végének, a Mészeg-hegynek folytatása a Pákozdi-félsziget, népszerűbb nevén Szúnyog-sziget. Valaha sziget volt, ma már csak félsziget, mely a tó medrének mesterséges töltésével kapcsolódott a parthoz. A Szúnyog-sziget és a Mészeg-hegy geológiai kapcsolatban áll, mindkettő gránitját a mállásnak ellenálló aplittelér szeli át. Az összeköttetést csak a felszíni törmelék fedi el. A Velencei-tó egyik legszebb vidéke, lenyűgöző tájképi, geológiai értéke mellett ezen az apró területen olyan növény- és állattani, valamint történeti emlékeket őriz, ami párját ritkítja. A Pákozdra épülő halászatra, a nád hasznára folyamatosan utalnak a XVIII. századi gazdaságtörténeti források, a terület ma is rendkívül népszerű a horgászok körében. Megközelíthető gépjárművel az M7-es 50 km-nél lehajtva az autópályáról, kerékpárral, gyalog, hajóval Agárdról és Gárdonyból, valamint kenuval. A sziget partján Halászcsárda, hajókikötő, fedett pihenőhely is üzemel.